# Kirby's Adventure
Kirby's Adventure é um jogo estilo plataforma desenvolvido pela HAL Laboratory e publicado pela Nintendo para o Nintendo Entertainment System. O jogo foi primeiramante lançado em 23 de março de 1993 no Japão e depois lançado em 1º de maio de 1993 na América do Norte e em 9 de dezembro de 1993 na Europa. Uma versão em 3D intitulada 3D Classics: Kirby's Adventure foi lançada no eShop americano do Nintendo 3DS em novembro de 2011.
Kirby's Adventure é o único jogo da série de Kirby para o Nintendo Entertainment System, e o segundo da série, depois de Kirby's Dream Land, para o Game Boy , o qual foi relançado para o Game Boy Advance com o nome de Kirby: Nightmare in Dream Land.
Este também é o primeiro jogo onde apareceu o personagem Meta Knight (Cavaleiro Meta), além de também introduzir a capacidade de Kirby copiar os poderes dos inimigos.
Uma adaptação do jogo foi lançada para o Virtual Console do Wii em 12 de fevereiro na América do Norte, 16 de fevereiro na Europa e em 27 de fevereiro de 2007 no Japão. O jogo tem gráficos incríveis, ficando bem parecido com os 16-bit, visto que o jogo tem cores muito vivas e cenários bem detalhados para um console de 8 bit.

## Jogabilidade
Como seu predecessor Kirby's Dream Land (1992), Kirby's Adventure é um jogo de plataforma 2D de rolagem lateral. No cenário do jogo, uma entidade maligna chamada Pesadelo (Nightmare) corrompe a Fonte dos Sonhos, que proporciona um sono reparador aos moradores da Dream Land. Rei Dedede rouba a Varinha da Estrela que alimenta a fonte e dá pedaços dela para seus amigos em um esforço para parar Pesadelo. Kirby, o personagem do jogador do jogo single-player, acredita erroneamente que Dedede roubou a varinha para o mal e decide reunir as peças. Quando Kirby derrota Dedede e devolve a varinha à fonte, Nightmare vai para o espaço sideral para espalhar pesadelos, mas Kirby o segue e usa o poder da varinha para derrotá-lo.
O jogo consiste em sete mundos, cada um contendo um conjunto de fases regulares, uma luta contra um chefe, e uma porta com uma Warp Star que permite Kirby se teleportar entre os mundos. A maioria dos mundos possuem minijogos (que permitem a Kirby ganhar vidas extra), museus (que permitem a Kirby para obter certos poderes), e/ou Arenas (onde Kirby deve lutar com um mini-chefe para ganhar itens de saúde e permitindo copiar a habilidade especial do chefe depois). O jogo foi o primeiro da série a incluir um recurso de salvar. Ele salva automaticamente o progresso do jogador após cada nível.
O objetivo de cada nível principal é simplesmente para alcançar o fim do nível. Se Kirby encostar num inimigo ou numa agulha, ele leva um ponto de dano, quando todos os pontos de vida são perdidos ou se ele cair em um buraco, o jogador perde uma vida. Kirby pode encostar ou comer alimentos para reabastecer imediatamente sua saúde ou ganhar invencibilidade temporária.
Kirby mantém suas habilidades de Kirby's Dream Land: ele pode andar para a esquerda ou para a direita, agachar e pular.:13–14 Para atacar, Kirby inala inimigos ou objetos e os cospe como balas em forma de estrela.:16–17 Ele também pode voar inflando-se; enquanto voa, Kirby não pode atacar ou usar suas outras habilidades, mas pode expirar a qualquer momento, soltando uma lufada de ar que cancela seu vôo e pode ser usada.:15 Novos movimentos incluem as habilidades de correr em ritmo acelerado e executar um chute deslizante.:17 Um aspecto importante do jogo são as habilidades de cópia de Kirby. Ao inalar e engolir certos inimigos, Kirby obterá poderes com base na habilidade especial que o inimigo possuía. As habilidades de cópia permitem que Kirby acesse novas áreas e experimente nível de maneiras diferentes. Normalmente, Kirby não pode inalar enquanto estiver usando uma habilidade especial, mas ele pode soltar a capacidade a qualquer momento (isso acontece automaticamente sempre que ele toma dano), enviando-a como uma estrela saltitante. Kirby pode recuperar a capacidade de inalar e também engolir a estrela antes que ela desapareça.:20